# Csaba Nagy (Eishockeyspieler)
Csaba Nagy (* 24. August 1984 in Gheorgheni) ist ein ehemaliger ungarisch-rumänischer Eishockeyspieler, der zuletzt bis 2021 beim Gyergyói HK in der Rumänischen Eishockeyliga und der multinationalen MOL Liga unter Vertrag stand. Er wurde mit dem ASC Corona 2010 Brașov zweimal rumänischer Meister.

## Karriere

### Club
Csaba Nagy, der der Ungarisch sprechenden Minderheit der Szekler angehört, begann seine Karriere als Eishockeyspieler beim Újpesti TE in den ungarischen Hauptstadt Budapest, für den er 1998 sein Debüt in der ungarischen Eishockeyliga gab. 2008 wechselte er in seine Heimatstadt zum CS Progym Gheorgheni, für den er sowohl in der rumänischen Liga, als auch in der multinationalen MOL Liga auflief. Nach nur einer Spielzeit zog es ihn weiter zum ASC Corona 2010 Brașov. Mit den Kronstädtern wurde er 2014 und 2017 rumänischer Meister sowie 2013 und 2015 Pokalsieger. Zum Jahreswechsel 2017/18 kehrte er zum Verein aus seiner Geburtsstadt, der nunmehr als Gyergyói HK firmiert, zurück. Dort beendete er 2021 seine Karriere.

### International
Im Juniorenbereich spielte Nagy noch für die ungarische U20-Auswahl bei der U20-Weltmeisterschaft 2004 in der Division I.
Später entschied er sich für Rumänien und spielte mit der rumänischen Herren-Auswahl bei den Weltmeisterschaften der Division I 2009, 2012 und 2014. 2010 spielte er mit den Rumänen in der Division II. Zudem vertrat er Rumänien bei der Olympiaqualifikation für die Winterspiele in Sotschi 2014.

## Erfolge
- 2013 Rumänischer Pokalsieger mit dem ASC Corona 2010 Brașov
- 2014 Rumänischer Meister mit dem ASC Corona 2010 Brașov
- 2015 Rumänischer Pokalsieger mit dem ASC Corona 2010 Brașov
- 2017 Rumänischer Meister mit dem ASC Corona 2010 Brașov

## MOL/Erste-Liga-Liga-Statistik
(Stand: Ende der Saison 2020/21)